# Юдицкий, Юзеф
Юзеф Юдицкий (1719—1797) — военный и государственный деятель Великого княжества Литовского, маршалок речицкий с 1767 года, староста речицкий (с 1773 года), обозный великий литовский (1774—1776), стражник великий литовский (1776—1789), староста стшалковский и богинский.

## Биография
Представитель шляхетского рода Юдицких герба Радван. Второй сын коменданта минского Михаила Юдицкого (ок. 1700—1758) и Элеоноры Рудомина-Дусяцкой.
В декабре 1758 года после смерти своего отца Юзеф Юдицкий унаследовал город Лоев с окрестными селениями. Он всегда подписывал свои деловые бумаги титулом «граф Лоевский».
Получил образование в иезуитском коллегиуме в Вильне, затем в пиаровском коллегиуме в Варшаве.
В 1767 году староста богинский и стшалковский Юзеф Юдицкий присоединился к Радомской конфедерации, его избрали маршалком конфедерации от Лидского повета. В сентябре 1771 года — маршалок Мозырьского повета и полковник пятигорцев. В 1773 году получил во владение от своего тестя Альбрехта Радзивилла речицкое староство. В 1774 году — обозный великий литовский. В 1776 году получил должность стражника великого литовского. В 1777 году стал кавалером Ордена Святого Станислава. В том же году был избран маршалком Трибунала Великого княжества Литовского. Неоднократно избирался послом на сеймы.
В 1783 году Юзеф Юдицкий купил чин генерал-лейтенанта и командимира 1-й литовского дивизии. В ноябре 1785 года дивизия под командованием Юзефа Юдицкого, охранявшая литовские границы, имела столкновения с русскими отрядами. В 1786 году был избран послом на сейм от Минского воеводства. В 1789 году под давлением депутатов Четырехлетнего сейма вынужден был отказаться от должности стражника великого литовского. 2 мая 1792 года стал командующим 4-го полка булавы польной литовской. Осенью того же года руководил военными маневрами литовских войск под Минском.
В начале русско-польской войны 1792 года генерал-лейтенант Юзеф Юдицкий, недовольный назначением немецкого принца Людвига Вюртембергского главнокомандующим литовской армии, сказался больным и назначил своим заместителем генерал-майора Юзефа Беляка. 1 июня 1792 года во время русско-польской войны после отставки принца Людвига Вюртембергского генерал-лейтенант Юзеф Юдицкий был назначен главнокомандующим литовской армии. 10 июня литовская дивизия потерпела поражение в битве под Миром от русской армии под командованием генерал-лейтенанта Бориса Петровича Меллина. Юзеф Юдицкий, обвиняемый в трусости, с остатками литовского войска отступил в Гродно. 23 июня был отстранен от командования в пользу генерал-лейтенанта Михаила Забелло. С 1793 года после второго раздела Речи Посполитой Юзеф Юдицкий служил в русской армии. В 1797 году был одним из семи делегатов Минской губернии на коронации российского императора Павла I Петровича.

## Семья
Юзеф Юдицкий был дважды женат. Его первой женой стала Мария Огинская, младшая дочь воеводы витебского Марциана Михаила Огинского (1672—1750) и Терезы Тизенгауз. Вторично в 1767 году женился на Алоизе Радзивилл, дочери старосты речицкого Альбрехта Радзивилла (1717—1790) и Анны Кунегунды Халецкой (1723—1765). Дети:
- Ян Юдицкий (ум. 1831), бездетен
- Станислав Юдицкий (ум. 1828), оставил дочь Юлию
- Юзеф Юдицкий (ум. 1841), оставил двух дочерей: Идалию и Софию